# Station Mollem
Het station Mollem is een spoorwegstation op spoorlijn 60 (Jette-Dendermonde) in Mollem, een deelgemeente van de gemeente Asse. Het is nu een stopplaats.
In het kader van het Gewestelijk ExpresNet werden beide perrons in 2010 volledig vernieuwd en verhoogd.

## Treindienst
| Serie | Treinsoort | Route                                                                                       | Bijzonderheden |
| ----- | ---------- | ------------------------------------------------------------------------------------------- | --- |
| S 3   | GEN (NMBS) | [ Denderleeuw – ] Geraardsbergen – Brussel-Zuid – [ Mollem – Dendermonde ] / [ Schaarbeek ] | Rijdt tijdens de spits vanaf/naar Denderleeuw. Tijdens de spits extra ritten Geraardsbergen-Schaarbeek. Rijdt tijdens het weekend Denderleeuw-Brusssel-Noord. |
| S 10  | GEN (NMBS) | Dendermonde – Mollem – Brussel-West – Brussel-Zuid – Aalst                                  | Tijdens de spits extra ritten Aalst-Brussel-Zuid |

## Galerij

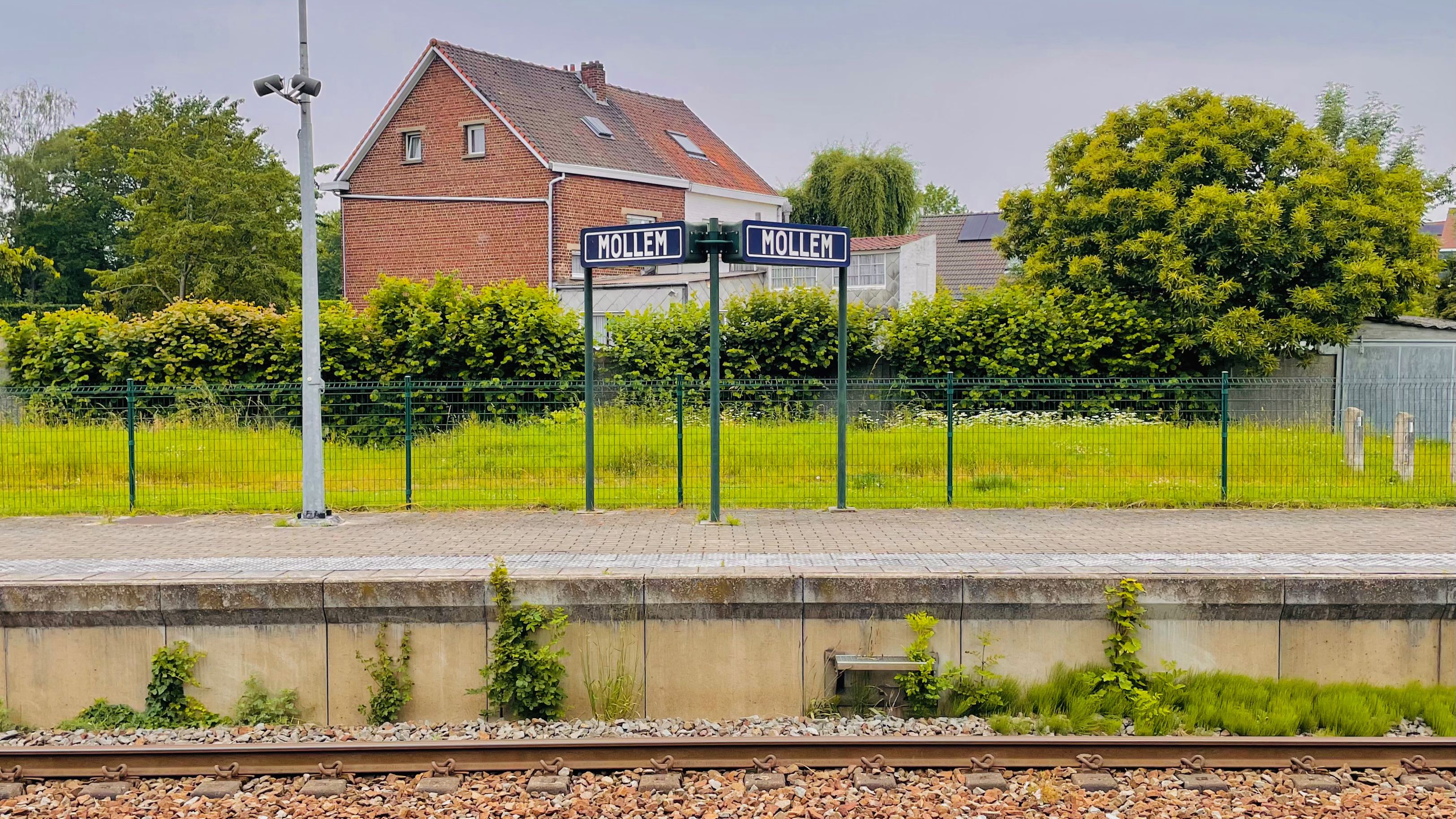
Plaatsnaambord op het perron
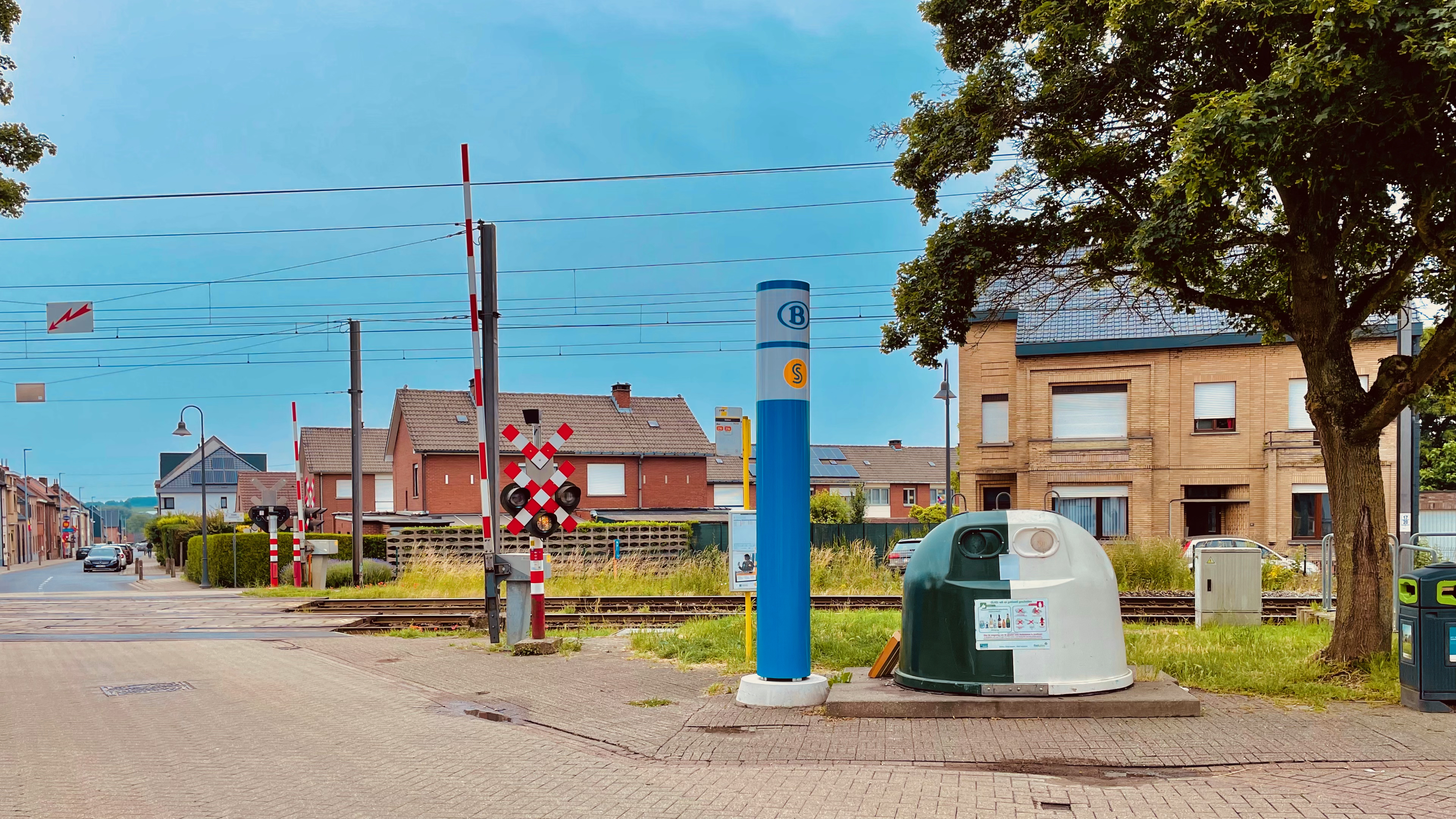
Overweg aan het station
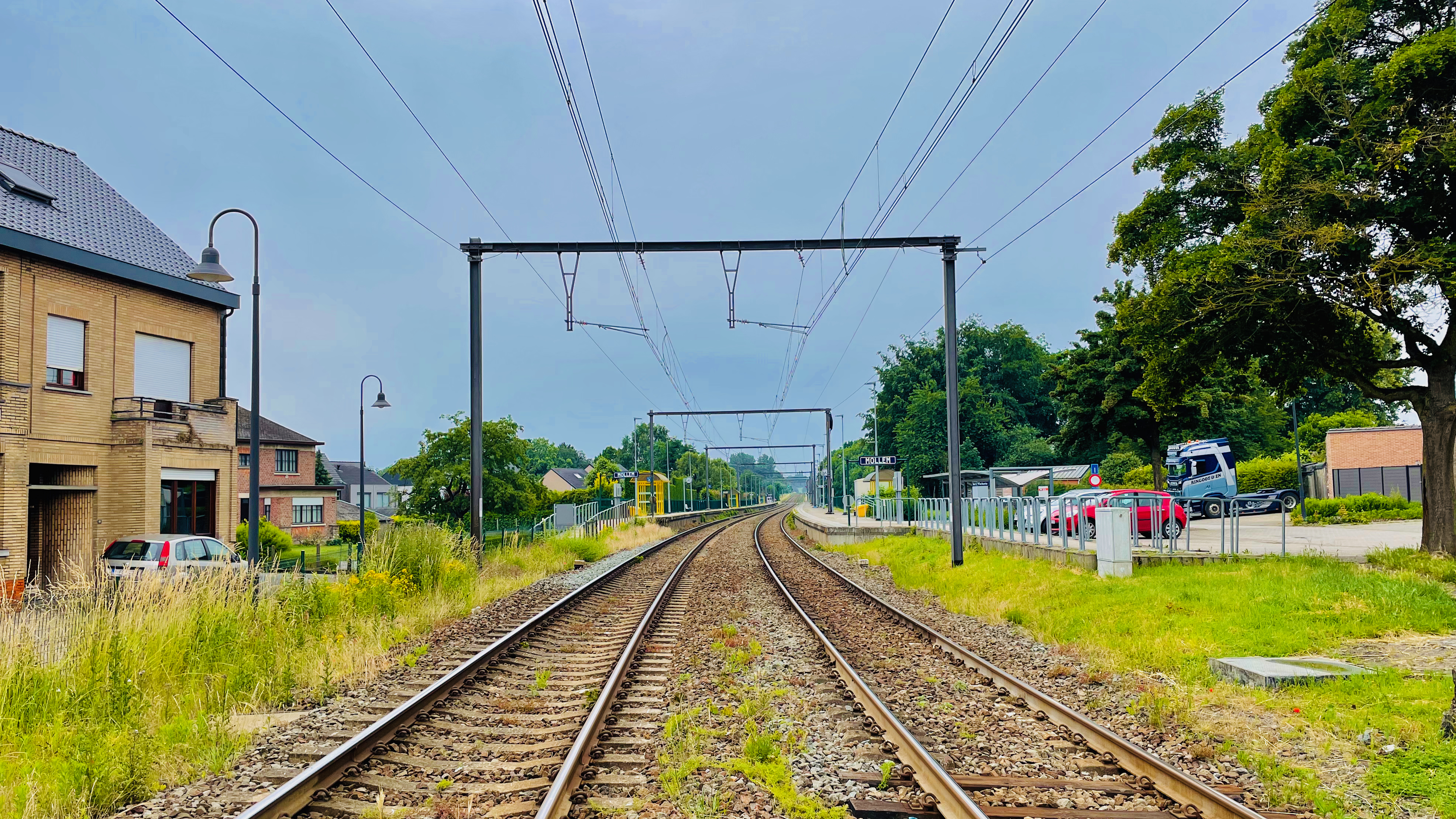
Zicht op de sporen

## Reizigerstellingen
De grafiek en tabel geven het gemiddeld aantal instappende reizigers weer op een week-, zater- en zondag.
| Tabel: aantal instappende reizigers station Mollem | Tabel: aantal instappende reizigers station Mollem | Tabel: aantal instappende reizigers station Mollem | Tabel: aantal instappende reizigers station Mollem |
|                                                    | Weekdag                                            | Zaterdag                                           | Zondag                                             |
| -------------------------------------------------- | -------------------------------------------------- | -------------------------------------------------- | -------------------------------------------------- |
| 1977                                               | 301                                                | 64                                                 | 49                                                 |
| 1978                                               | 297                                                | 61                                                 | 47                                                 |
| 1979                                               | 287                                                | 64                                                 | 64                                                 |
| 1980                                               | 292                                                | 56                                                 | 39                                                 |
| 1981                                               | 296                                                | 64                                                 | 60                                                 |
| 1982                                               | 341                                                | 54                                                 | 37                                                 |
| 1983                                               | 338                                                | 56                                                 | 28                                                 |
| 1984                                               | 263                                                | 38                                                 | 28                                                 |
| 1985                                               | 287                                                | 30                                                 | 72                                                 |
| 1986                                               | 251                                                | 44                                                 | 21                                                 |
| 1987                                               | 276                                                | 41                                                 | 57                                                 |
| 1988                                               | 261                                                | 42                                                 | 36                                                 |
| 1989                                               | 218                                                | 36                                                 | 33                                                 |
| 1990                                               | 154                                                | 38                                                 | 34                                                 |
| 1991                                               | 224                                                | 45                                                 | 26                                                 |
| 1992                                               | 208                                                | 40                                                 | 39                                                 |
| 1993                                               | 196                                                | 49                                                 | 31                                                 |
| 1994                                               | 230                                                | 34                                                 | 18                                                 |
| 1995                                               | 196                                                | 19                                                 | 28                                                 |
| 1996                                               | 221                                                | 20                                                 | 25                                                 |
| 1997                                               | 190                                                | 29                                                 | 19                                                 |
| 1998                                               | 172                                                | 26                                                 | 10                                                 |
| 1999                                               | 284                                                | 17                                                 | 8                                                  |
| 2000                                               | 188                                                | 21                                                 | 14                                                 |
| 2001                                               | 237                                                | 27                                                 | 20                                                 |
| 2002                                               | 198                                                | 21                                                 | 22                                                 |
| 2003                                               | 190                                                | 29                                                 | 20                                                 |
| 2004                                               | 206                                                | 22                                                 | 22                                                 |
| 2005                                               | 177                                                | 30                                                 | 26                                                 |
| 2006                                               | 204                                                | 35                                                 | 16                                                 |
| 2007                                               | 313                                                | 32                                                 | 28                                                 |
| 2008                                               | -                                                  | -                                                  | -                                                  |
| 2009                                               | 235                                                | 15                                                 | 13                                                 |
| 2010                                               | -                                                  | -                                                  | -                                                  |
| 2011                                               | -                                                  | -                                                  | -                                                  |
| 2012                                               | 198                                                | 33                                                 | 22                                                 |
| 2013                                               | 222                                                | 11                                                 | 29                                                 |
| 2014                                               | 213                                                | 20                                                 | 15                                                 |
| 2015                                               | 294                                                | 73                                                 | 58                                                 |
| 2016                                               | 373                                                | 56                                                 | 55                                                 |
| 2017                                               | 258                                                | 81                                                 | 53                                                 |
| 2018                                               | 280                                                | 70                                                 | 51                                                 |
| 2019                                               | 280                                                | 73                                                 | 66                                                 |
| 2020                                               | 170                                                | 59                                                 | 58                                                 |
| 2021                                               | -                                                  | -                                                  | -                                                  |
| 2022                                               | 435                                                | 113                                                | 117                                                |
| 2023                                               | 347                                                | 69                                                 | 46                                                 |
| 2024                                               | 319                                                | 71                                                 | 57                                                 |

0,0: Jette ·
1,0: Ganshoren ·
2,3: Zellik-Renbaan ·
5,4: Zellik ·
7,7: Walfergem ·
9,6: Asse ·
13,1: Mollem ·
15,5: Merchtem ·
16,7: Droeshout ·
19,1: Opwijk ·
21,8: Heizijde ·
24,1: Lebbeke ·
26,3: Sint-Gillis ·
27,5: Dendermonde